# 마미 (영화)
《마미》(프랑스어: Mommy)는 2014년 공개된 캐나다의 영화이다.

## 배역
- 안 도르발 - 디안 역
- 앙투안 올리비에 필롱 - 스티브 역
- 쉬잔 클레망 - 킬라 역
- 알렉상드르 고예트 - 파트리크 역
- 파트리크 위아르 - 폴 역